# Syzetoninus
Syzetoninus es un género de coleóptero de la familia Aderidae.

## Especies
Las especies de este género son:
- Syzetoninus basicornis
- Syzetoninus crassicornis
- Syzetoninus impressicollis
- Syzetoninus inconspicuus
- Syzetoninus morulus
- Syzetoninus mundus
- Syzetoninus parallelus
- Syzetoninus quadrifoveatus
- Syzetoninus variegatus